# Kumkuma
Kumkuma je prašek, ki se v Indiji uporablja za socialne in verske oznake. Narejen je iz kurkume ali drugih lokalnih materialov. Kurkumo posušijo in zdrobijo z malo gašenega apna, ki bogato rumen prah spremeni v rdečo barvo.
V Indiji je znan pod številnimi imeni, vključno s kuṅkumam (sanskrt कुङ्कुमम्, tamilščina குங்குமம் in malajalam കുങ്കുമം), kumkuma (telugu కుంకుమ), kukum (konkani कुकूम्), kanku (maratščina कुंकू in gudžaratščina કંકુ), kumkum (bengalščina কুমকুম in hindijščina कुमकुम) in kunkuma (kanareščina ಕುಂಕುಮ).

## Aplikacija
Kumkumo Indijci najpogosteje nanašajo na čelo. Razlog za to je starodavno indijsko prepričanje, da je »človeško telo razdeljeno na sedem vrtincev energije, imenovanih čakre, ki se začnejo na dnu hrbtenice in končajo na vrhu glave. Šesta čakra (ajna), znana tudi kot tretje oko, je središče na čelu neposredno med obrvmi in se verjame, da je kanal, skozi katerega se človeštvo duhovno odpira Božanskemu.«
Tako kumkumo nanesejo na predel telesa, kjer Indijci menijo, da je najpomembnejše mesto za izboljšanje dovzetnosti.

## Običajna znamenja na čelu
- Šaiviti: privrženci Šive običajno nanesejo tri bele vodoravne črte (iz vibhutija) s piko kumkume na sredini. To je znano tudi kot tripundra.
- Vaišnave: Privrženci Višnuja uporabljajo »belo glino za nanašanje dveh navpičnih črt, združenih na dnu in presekanih s svetlo rdečo črto.« Velikokrat se glina nanaša v obliki črke U. To je znano kot vaišnavska tilaka.
- Šakte: Šakte večine sampradaj običajno nanesejo piko barve vermilion na sredino čela s kurkumo, razmazano okoli nje.
- Svaminarajana: Privrženci vere Svaminarajan nanesejo kumkumo na sredino čela in med tilako v obliki črke U. Tilaka je običajno rumena in narejena iz sandalovine.[2]
- Čandrakor: Mnogi prebivalci Maharaštre – moški, ženske in otroci – ga tradicionalno nosijo v obliki polmeseca.

## Pomembnost
V vaišnavski tradiciji »bele črte predstavljajo odtis njihovega boga, medtem ko se rdeče nanašajo na njegovo soprogo Lakšmi«. Tradicija Svaminarajana trdi, da je tilaka (rumena oznaka v obliki črke U) »simbol lotosovih stopal Paramatme«, in kumkuma »predstavlja bhakta«. V obeh tradicijah znamenje na čelu služi kot opomnik, da mora Božji bhakta vedno ostati zaščiten pri Božjih nogah.
'Barva' maternice je rumena in jo simbolično predstavlja kurkuma. Krvave madeže na maternici predstavlja kumkuma. Menijo, da kombinacija kurkume in kumkume predstavlja blaginjo.

### Kumkuma in ženske
Ko dekle ali poročena ženska obišče hišo, je znak spoštovanja (če gre za starejšo gospo) ali blagoslova (če je dekle), da se ji ob odhodu ponudi kumkumo. Vendar se ne ponuja vdovam.
Moški, ženske, dekleta in fantje prav tako nanesejo piko rdeče kurkume v prahu na čelo, ko obiščejo tempelj ali med podžo. Kumkuma v templjih je na kupih. Ljudje pomočijo palec v kupček in ga nanesejo na čelo ali med obrvmi.
V večini Indije si poročene ženske vsak dan nanašajo rdečo kumkumo na prečo las nad čelo kot simbol poroke. To se imenuje vermilion ali v hindijščini sindor. V južni Indiji veliko neporočenih deklet nosi bindi vsak dan, v nasprotju s severno Indijo, kjer se nosi le kot simbol poroke.

## Izdelava kumkume
Kumkuma je narejen iz kurkume z dodatkom gašenega apna.

## Druge uporabe
Kumkuma se pogosto uporablja tudi za čaščenje hindujskih boginj, zlasti Šakti in Lakšmi, prah kumkume pa mečejo (skupaj z drugimi mešanicami) v zrak med holijem (praznikom barv), priljubljenim hindujskim spomladanskim festivalom.
Sanatan Sanstha je objavil članek, ki omenja, da naj bi kumkuma tudi preprečila, da bi »negativne energije vstopile v telo«.